# 판포항
판포항은 제주특별자치도 제주시 한경면 판포리에 있는 어항이다. 2004년 9월 23일 어촌정주어항으로 지정되었다. 관리청은 제주시, 시설관리자는 제주시장이다.

## 어항 연혁
'너른개' 또는 '널개'라는 옛이름을 가진 판포리는 정확한 설촌연대는 알 수 없으나 세종실록 1439년 윤 2월 4일 도안무사 한승순의 보고에 봉화와 후망은 주의 동쪽 김녕에서 판포에 이르는 10개소로 정하고 있는 것으로 미루어 15세기 중엽에 이미 마을이 있었던 것으로 보인다. 조선 초기에 '판을포'로 불리어 오다가 조선조 말기에 판(板)개(浦) 로 명명하여 불리면서 오늘에 이르고 있다.

## 어항 구역
- 수역: 61,449m2[1]

## 어항 시설
1989년 선착장 89m축조를 시작으로 현재까지 방파제 174m, 선착장 84m가 축조되어 있다.